# Burg Skalka
Die Burg Skalka (deutsch Skalken) befindet sich bei Vlastislav (Watislaw) im Böhmischen Mittelgebirge in Tschechien. Von der mittelalterlichen Burg ist heute nur der auf einem Basaltfelsen thronende markante Bergfried erhalten.

## Geschichte

### Burg

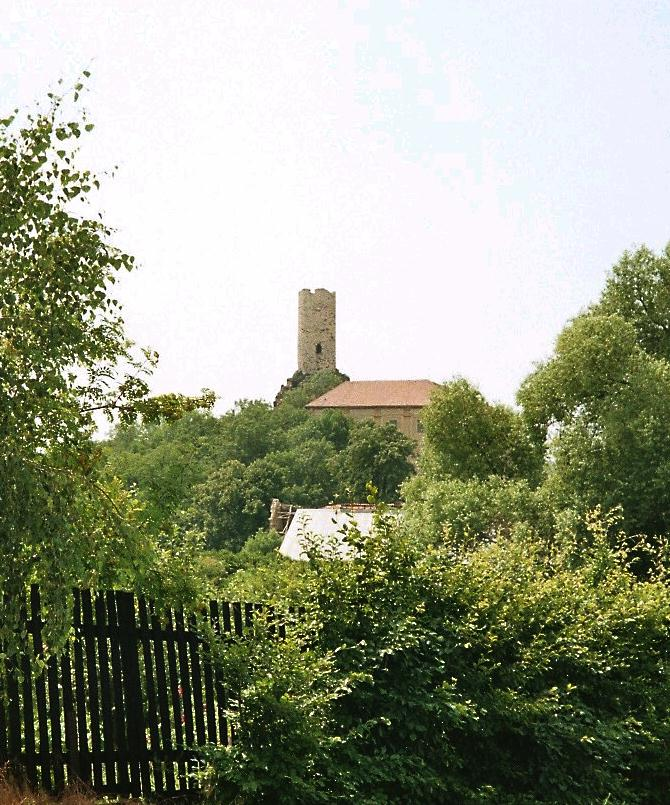
Burg und Schloss Skalka

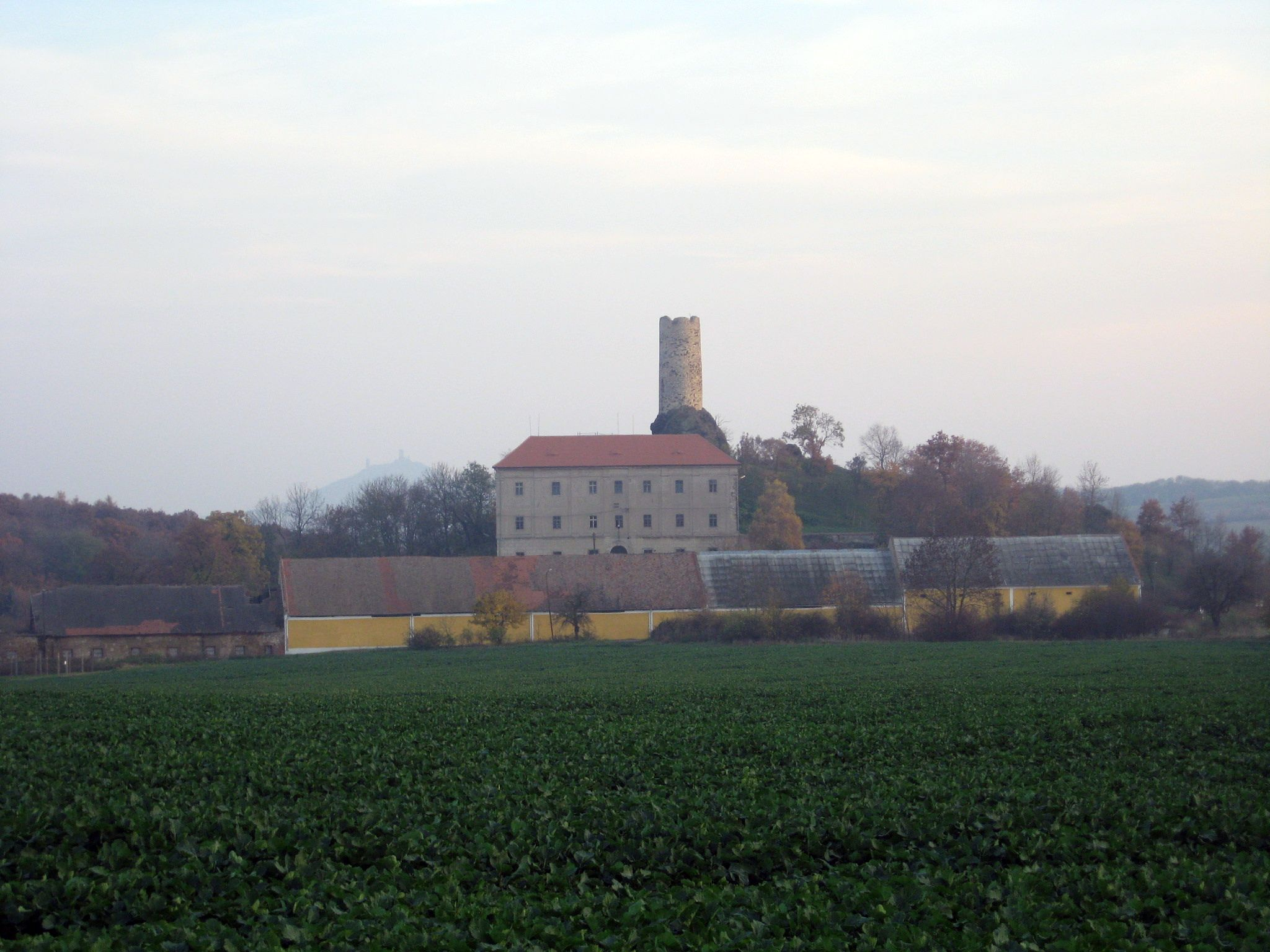
Burg Skalka

Burg Skalka wurde Anfang des 14. Jahrhunderts erbaut. Erster nachweislicher Besitzer war in den Jahren 1357 bis 1360 Petr von Skalka. 1418 gelangte Skalken an Hans von Sullowitz und blieb bis 1540 im Besitz des Adelsgeschlechts Cappleri de Sulewicz (tschechisch Kaplíř ze Sulevic). Zwischen 1540 und 1544 besaß Jan von Vřesovice Skalka, nach ihm folgte Johann Kaplirz von Kostial. 1578 gelangte die Herrschaft durch Heirat an Adam Hrzan von Harasov. 1639 brannten die Schweden Skalka nieder; die Burg wurde auch später nicht wieder aufgebaut.

### Schloss

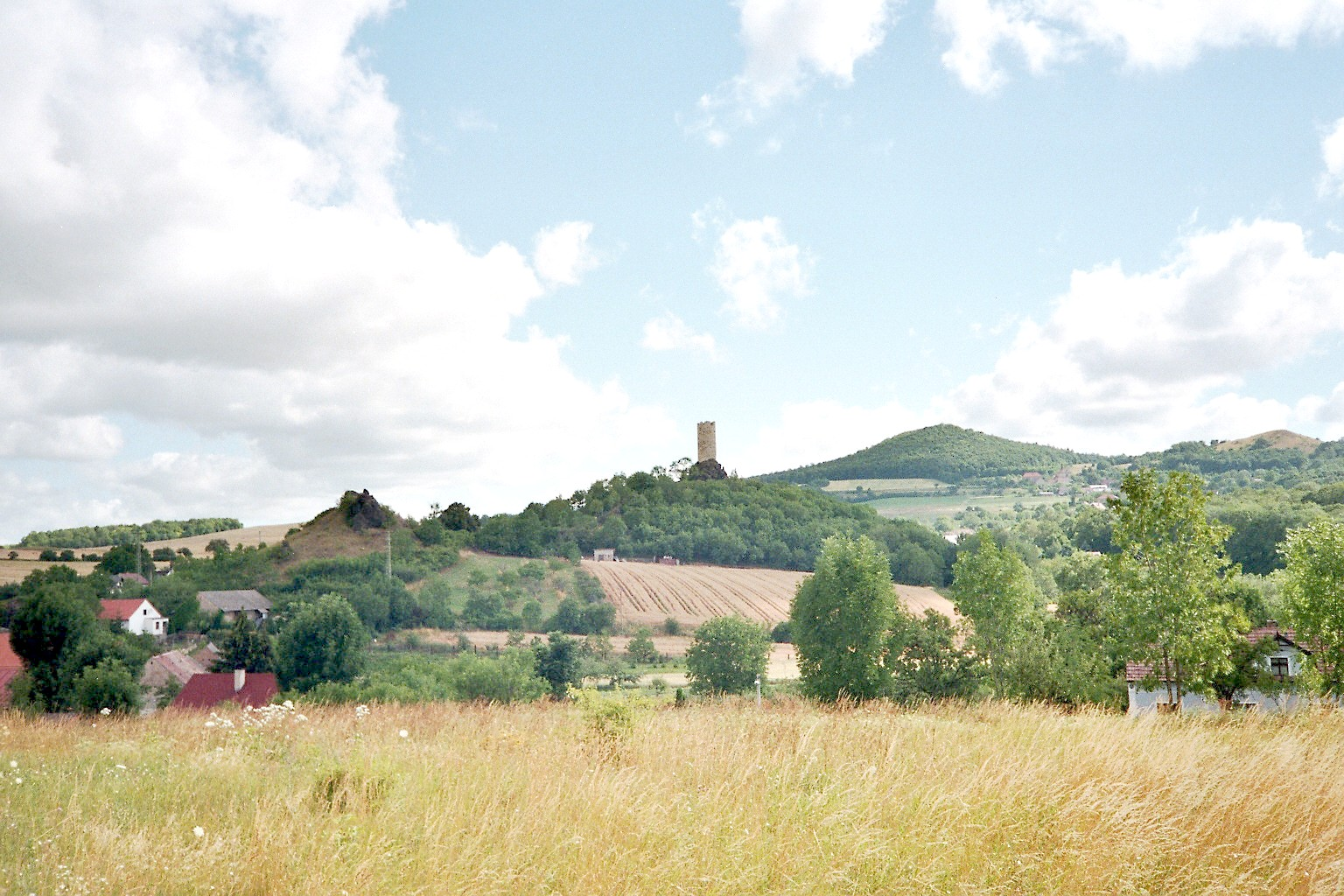
Blick über Vlastislav auf Skalka, den Suttomer Berg und Kahlberg

Ende des 17. Jahrhunderts ließ Jan Hrzán von Harras am Fuße des Burgfelsens nach Plänen von Antonio della Porta ein Barockschloss erbauen. Das Baumaterial wurde aus der verfallenden Burg gewonnen, so dass heute außer dem malerischen Bergfried, der nicht zugänglich ist, keine weiteren Reste der Burganlage mehr erhalten sind. Im Innern des Turmes, der zuletzt als Hungerturm diente, sind aus dem 17. Jahrhundert stammende Inschriften von Gefangenen aufgefunden worden.
1718 wurde Anna Putz zu Adlersthurn auf Dlaschkowitz und Podseditz Besitzerin der Herrschaft Skalken, die den Gutsbesitz vereinte. Schließlich gehörte die Herrschaft ab 1796 bis zur Bodenreform von 1923 den Grafen von Schönborn, die bis 1945 im Schloss lebten. Im Januar desselben Jahres wurde der spätere Wiener Erzbischof und Kardinal Christoph Schönborn im Schloss geboren.
Das Schloss diente nach der Enteignung der Schönborns ab 1946 als Magazin des Staatlichen Gebietsarchives Litoměřice. 1959 erfolgten einige Reparaturen am Gebäude. Das Schloss befindet sich seit 2001 im Besitz der Gemeinde Vlastislav. Nach Durchführung von Instandsetzungsarbeiten kann das zweite Obergeschoss für Ausstellungen und Kulturveranstaltungen genutzt werden. Parterre und erstes Obergeschoss sind in schlechtem baulichem Zustand; es werden weiterhin Sicherungsmaßnahmen an der Bausubstanz durchgeführt. Die Innenausstattung des Schlosses ist nicht erhalten.
Gegenwärtig präsentiert die Ausstellung Werke von Malern und Fotografen zur Landschaft des Böhmischen Mittelgebirges. Eine weitere Exposition widmet sich der Ortsgeschichte und der Familie Kaplíř von Sulevice. Dafür stellte die in Deutschland lebende Elfriede Kaplirz zu Sulewicz Kopien von Archivalien und Urkunden zur Verfügung.
Am Schloss wurde im Jahre 2001 eine Linde für den Dichter Svatopluk Čech gepflanzt, der im Schloss Skalken Teile seines Werkes Im Schatten der Linde schrieb.